# Ashinkailepas seepiophila
Ashinkailepas seepiophila is een rankpootkreeftensoort uit de familie van de Eolepadidae. De wetenschappelijke naam van de soort is voor het eerst geldig gepubliceerd in 2004 door Yamaguchi, Newman & Hashimoto.